# Adinandra dumosa
Adinandra dumosa là một loài thực vật có hoa trong họ Pentaphylacaceae. Loài này được Jack mô tả khoa học đầu tiên năm 1822.